# Ближневосточный институт (Киев)
Ближневосто́чный институ́т, известный также как Институт восточных языков — основан в Киеве весной 1918 года, реорганизован в 1920 году.

## Создание
Ближневосточный институт был создан весной 1918 года в Киеве. Его основателями, позднее, последовательно работавшие в качестве его ректоров, стали профессора Е. Сташевский, П. Богаевский и И. Бабата.

## Деятельность
Первоначально предполагалось, что Киевский Ближневосточный институт займётся подготовкой дипломатических кадров для возникшей Украинской Народной Республики. В своём составе имел консульский и коммерческий факультеты. Программа обучения предусматривала освоение студентами языков, истории и культуры Ближнего и Среднего Востока, а также Балканских стран. Арабский и турецкий языки преподавал Т. Кезма, персидский — М. Джафар и П. Лозиев, историю — А. Крымский.

## Дальнейшая история
В 1920 году Ближневосточный институт реорганизован в Институт внешних сношений с научными циклами: ближневосточным, англосаксонским, германским, романским и славянским. В дальнейшем институт преобразован в Торгово-промышленный техникум, при котором с 1924 года функционировал Высший семинар востоковедения им. Н. Нариманова, где читались лекции, доклады, защищались дипломные работы.